# Suzanne Krull
Suzanne Krull (Ciudad de Nueva York, 8 de julio de 1966 - 27 de julio de 2013) fue una actriz, guionista y productora estadounidense.

## Biografía
Asistió a la South Shore High School, en Brooklyn (Nueva York), y a la Agoura High School en Agoura (California). Se graduó en la Academia Estadounidense de Arte Dramático, de Nueva York, donde más tarde sería nominada para el premio Irene Ryan por una actuación excepcional.
Tras completar el curso de dos años en la academia, se convirtió en miembro fundadora The Fountainhead Theatre Co., el cual sería uno de los primeros teatros de Hollywood.
Krull murió el 27 de julio de 2013, de un aneurisma de aorta.
Fue enterrada en el Cementerio Mount Sinai Memorial Park en Los Ángeles.

## Filmografía

### Películas
| Año  | Título                | Papel                       | Género                     | Director          |
| ---- | --------------------- | --------------------------- | -------------------------- | ----------------- |
| 2014 | Rudderless            | Bertie Dupree               | Comedia, Drama, Musical    | William H. Macy   |
| 2009 | La montaña embrujada  | Gail Ross                   | Acción, Aventura, Familia  | Andy Fickman      |
| 2008 | Meet Market           | Lima Lips                   | Comedia, Romance           | Charlie Loventhal |
| 2005 | Revuelo en las aulas  | Reportero                   | Comedia                    | Josh Stolberg     |
| 2001 | Jackpot               | Sneezy Waitress             | Drama, Comedia             | Michael Polish    |
| 2001 | Camuflaje             | Mujer muy delgada           | Acción, Comedia            | James Keach       |
| 2000 | El Grinch             | Comprador                   | Comedia, Familia, Fantasía | Ron Howard        |
| 2000 | The Next Best Thing   | Annabel                     | Drama, Comedia, Romance    | John Schlesinger  |
| 1999 | Viviendo sin límites  | Mujer de pelo pegajoso      | Comedia, Crimen, Thriller  | Doug Liman        |
| 1998 | The Souler Opposite   | Vanessa                     | Drama, Comedia             | Bill Kalmenson    |
| 1997 | MouseHunt             | Camarera                    | Comedia, Familia           | Gore Verbinski    |
| 1997 | No pierdas el juicio  | Cliente macrobiótica        | Comedia, Romance           | Jonathan Lynn     |
| 1997 | Ocho cabezas          | Mujer esperando al teléfono | Comedia, Crimen            | Tom Schulman      |
| 1995 | Open Season           | Mona                        | Comedia                    | Robert Wuhl       |
| 1995 | Los lazos que se unen | The Fox                     | Drama, Thriller            | Wesley Strick     |

### Televisión
| Año         | Título                            | Papel                                | Género                         | Director             |
| ----------- | --------------------------------- | ------------------------------------ | ------------------------------ | -------------------- |
| 2013        | The Wrong Woman (Película de TV)  | Marla                                | Drama                          | Richard Gabai        |
| 2013        | Jessie                            | Mildred Lumpky                       | Comedia, Familia, Adolescentes | Bob Koherr*          |
| 2012        | Mentes criminales                 | Dr. Sarah Glenn                      | Drama, Crimen, Misterio        | Glenn Kershaw*       |
| 2012        | Glee                              | Eccentric Vogue Woman                | Drama, Comedia, Música         | Brad Falchuk*        |
| 2011        | Psych                             | Dot                                  | Comedia, Crimen, Misterio      | Mel Damski*          |
| 2011        | Principal Sospechoso              | Sheila                               | Drama, Crimen, Thriller        | Jonas Pate*          |
| 2011        | Parenthood                        | Sharon                               | Drama, Comedia                 | Lawrence Trilling*   |
| 2011        | ¡Buena suerte, Charlie!           | Joyce                                | Drama, Comedia, Familia        | Bob Koherr*          |
| 2011        | Mr. Sunshine                      | Mindy                                | Comedia                        | Bob Koherr*          |
| 2010        | Perfect Couples                   | Dr. Dahlquist                        | Comedia, Romance               | Andy Ackerman*       |
| 2010        | Wright vs. Wrong (Película de TV) | Donna                                | Comedia                        | Andy Fickman         |
| 2010        | In Security (Película de TV)      | Ms. Loren                            | Comedia                        | Peter Segal          |
| 2009        | Desperate Housewives              | Sophie                               | Drama, Comedia, Misterio       | David Grossman*      |
| 2009        | Nip/Tuck                          | Counter Lady                         | Drama                          | Michael M. Robin*    |
| 2007 - 2010 | Lost                              | Lynn Karnoff                         | Drama, Aventura, Fantasía      | Jack Bender*         |
| 2007        | ER                                | Mary Grant                           | Drama                          | Christopher Chulack* |
| 2005 - 2008 | Zoey 101                          | Miss Burvitch                        | Drama, Comedia, Familia        | Steve Hoefer*        |
| 2005        | Charmed                           | Imara                                | Drama, Misterio, Fantasía      | John T. Kretchmer*   |
| 2005        | Raven                             | Juez                                 | Comedia, Familia, Fantasía     | Richard Correll*     |
| 2005        | Doctoras de Philadelphia          | Aileen                               | Drama                          | John Perrin Flynn*   |
| 2004 - 2005 | Phil of the Future                | Miss Winston                         | Aventura, Comedia, Familia     | Fred Savage*         |
| 2003        | La Juez Amy                       | Lucinda Roane                        | Drama                          | James Hayman*        |
| 2002        | The Practice                      | Louise Farcher                       | Drama, Crimen, Misterio        | Dennis Smith*        |
| 1999        | Tres para todo                    | Bates Balou                          | Comedia                        | Michael Lembeck*     |
| 1998 - 1999 | Martial Law                       | Mrs. Pimner                          | Comedia, Crimen, Acción        | Oley Sassone*        |
| 1998        | Buffy caza vampiros               | Clerk                                | Drama, Acción, Fantasía        | Joss Whedon*         |
| 1998        | Sabrina cosas de brujas           | Olga                                 | Comedia, Familia, Fantasía     | Gary Halvorson*      |
| 1998        | Arli$$                            | Enfermera                            | Comedia, Deporte               | Michael Grossman*    |
| 1998        | The Simple Life                   | A.D.                                 | Comedia                        | Rod Daniel*          |
| 1998        | Mike Hammer, detective privado    | Chloe                                | Drama, Crimen                  | Rex Piano*           |
| 1997        | Gun                               | Esposa                               | Drama                          | Robert Altman*       |
| 1997        | Night Stand                       | Heidi                                | Comedia                        | Dennis Rosenblatt*   |
| 1996 - 2001 | Nash Bridges                      | Betty Ann McCurry / Betty Ann / Lucy | Drama, Crimen, Acción          | Jim Charleston*      |
| 1996        | Hermanas                          | Esposa                               | Drama                          | Kevin Inch*          |
| 1994 - 2008 | General Hospital                  | Suzanne / Gretchen                   | Drama                          | Scott McKinsey*      |
| 1994 - 1998 | Policías de Nueva York            | Trish McFarland / Junie              | Drama, Crimen, Misterio        | Mark Tinker*         |
| 1988        | The Facts of Life                 | Melissa                              | Comedia                        | John Bowab*          |

[*] Debido al gran número de directores, solo se indica el que más episodios dirigió.

### Cortometrajes
| Año  | Título              | Papel | Género  | Director          |
| ---- | ------------------- | ----- | ------- | ----------------- |
| 1999 | Sam and Mike        | Sam   |         | Jessica Kubzansky |
| 1998 | Stripping for Jesus | Polly | Comedia | Anne Heche        |
| 1996 | Por Vida            | Julie |         | Alex Muñoz        |